# Sharon's Baby
Sharon's Baby (I Don't Want to Be Born) è un film horror del 1975 diretto da Peter Sasdy.
Il film unisce elementi dai film Rosemary's Baby (1968), L'esorcista (1973) e Baby Killer (1974).

## Trama
L'ex ballerina Lucy Carlesi dà alla luce Nicholas, un bambino dotato di una forza e crudeltà straordinaria. Lucy teme che ciò sia dovuto ad una maledizione lanciatagli dal nano Hercules, uno spasimante respinto, mentre il dottor Finch, deciso a vederci chiaro nella faccenda, vorrebbe fare a Nicholas alcuni esami clinici.
Suor Silvana, la sorella di Gino, il padre di Nicholas, convinta che il bambino sia posseduto dal demonio, ne parla al dottor Finch ma è ormai troppo tardi. Il bambino infatti uccide il padre, la madre e persino il dottore prima che la suora riesca a liberarlo pronunciando un esorcismo.

## Distribuzione
Il film venne distribuito nelle sale cinematografiche britanniche nel maggio 1975. Il mese prima però venne presentato in anteprima al Paris Festival of Fantastic Films. Pubblicato in DVD nel settembre 2016 dalla Sinister Film.

## Produzione
Le riprese avvennero a Londra al 32 di Wellington Square (Kensington), nella zona di Chelsea ed ai Pinewood Studios di Iver Heath.
Il titolo italiano non significa nulla, in quanto nel film non c'è nessuna Sharon. Questo nome potrebbe riferirsi a quello di Sharon Tate, attrice moglie di Roman Polański, già regista di Rosemary's Baby, che fu barbaramente uccisa da una setta satanista all'ottavo mese di gravidanza.